# Ford Torino
El Ford Torino es un automóvil del segmento D producido por la Ford Motor Company para el mercado de Estados Unidos entre 1968 y 1976. Inicialmente fue una versión de lujo de tamaño intermedio del Ford Fairlane, que Ford USA produjo entre 1962 y 1970. Después de 1968, el nombre de Fairlane se mantuvo en los modelos base con menores niveles de ajuste de los modelos que llevaban el nombre de Torino. Durante este tiempo, se consideró el Torino una subserie del Fairlane. En 1970 el nombre de Torino se había convertido en el nombre principal, y el Fairlane era ahora una subserie del Torino. En 1971 el nombre de Fairlane fue eliminado por completo y todos los modelos fueron llamados Torino.
La mayoría de Torino fueron los autos convencionales, y en general los modelos más populares fueron los sedanes de cuatro puertas y techos duros de 4 puertas. Sin embargo, Ford produjo algunas versiones de alto rendimiento del Torino equipándolos con grandes motores de gran alcance, tales como el 428 CID (7 l) y el 429 CID (7 l) «Cobra-Jet». Estos autos se clasifican como los muscle car. Ford también optó por el Torino como base para sus participantes de NASCAR, y tiene una herencia de carreras de gran éxito.

## 1968

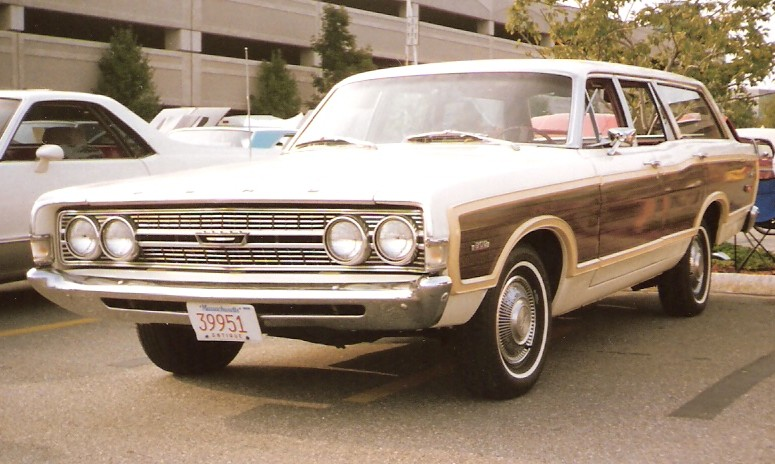

En 1968 Ford Motor Company presentó su línea intermedia con un nuevo estilo de carrocería. Fue la nueva serie de lujo Torino. El nombre de Fairlane continuó siendo utilizado para los modelos de nivel inferior, y el Torino se consideró una subserie con el Fairlane durante este tiempo. El Fairlane 1968 y Torino utiliza las distancias entre ejes de su antecesor 1967: 2946 mm los 2 y 4 puertas, y 2870 mm para los modelos de la rural.
El estilo era totalmente nuevo para el Fairlane / Torino 1968. El nuevo modelo ha crecido en tamaño y peso, y un modelo fastback fue agregado. En la delantera aparece una parrilla empotrado, con los faros cuádruples horizontales, situados en los bordes externos. Las luces de estacionamiento se colocaron en el borde exterior de las defensas delanteras y envuelto alrededor de la esquina para actuar también como luces de posición laterales (un nuevo requisito en 1968).
Ford tuvo 14 diferentes modelos para su línea de 1968. El modelo base era el "Fairlane", que estaba disponible en un techo rígido de 2 puertas, un sedán de 4 puertas, y una rural de cuatro puertas. El siguiente fue el nivel medio "Fairlane 500", que disponía de un techo rígido de 2 puertas, SportsRoof y convertible, y un sedán de 4 puertas y Station Wagon. Esto fue seguido por el nivel superior "Torino" de la serie, que constaba de un techo rígido de 2 puertas, un sedán de 4 puertas, y la camioneta con apliques de madera de grano. Por último, el "Torino GT", la versión deportiva del Fairlane serie 500, 2 puertas, incluía versión con techo rígido, el SportsRoof y el convertible.
Ford tuvo un gran variedad de opciones de motores para su línea Torino. Todos los modelos venían de serie con un motor de 6 cilindros y 3,3 l (200 pulgadas cúbicas), con excepción de los modelos de Torino GT, que venían de serie con un V-8 de block pequeño 4,9 l (302) y 2V (carburador de doble venturi). Los motores disponibles incluían un 4,7 l (289-2V) V8 de bloque pequeño, un 4,9 l (302-2V), para todos los otros modelos del GT, un motor FE de 6,4 l (390-2V) FE motor, y un 390 cv (6,4 L)-4V. Un motor FE de 7 litros (427-4V) figuraba inicialmente como una opción de motor para 1968, pero fue retirado después de todos los Fairlanes Torinos que han sido producidos efectivamente con este motor en 1968. Presentado el 1 de abril de 1968, el CJ (Cobra-Jet) de 7 litros (428-4V) se convirtió en motor de FE disponible como una opción de motor, pero debido a su introducción a mediados de año, estos motores son muy raros. El Cobra Jet 428-4V fue, con mucho, el motor más potente disponible, pero se decía que era subestimado en 335 caballos de fuerza (250 kW). Los coches equipados con los Cobra Jets 428 habían tomado de los emblemas completo Ford de tamaño (una placa de color rojo y cromado de lectura "428") montado en el guardabarros detrás de las luces de estacionamiento. Todos los modelos venían de serie con una transmisión manual de tres velocidades, mientras que las transmisiones Cruise-O-Matic de cuatro velocidades automática y las manuales de cuatro velocidades eran opcionales.

## 1969

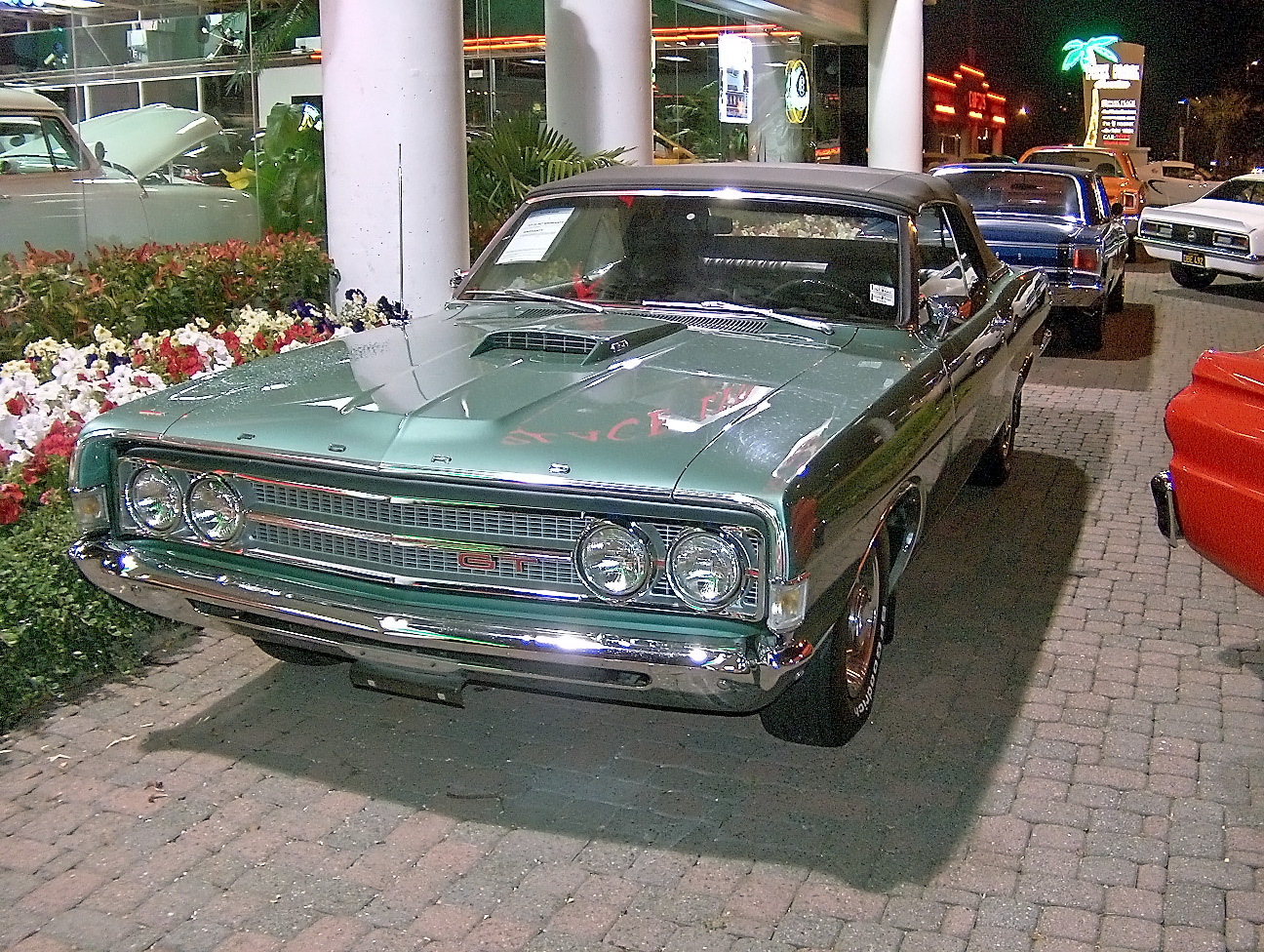

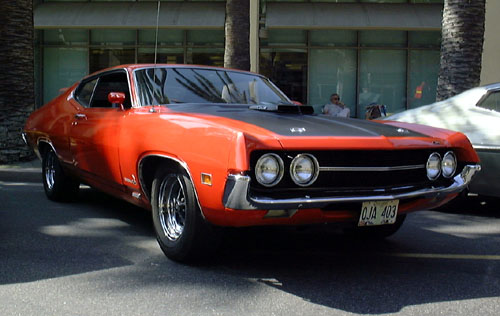

En 1969 el Fairlane / Torino tuvo pocos cambios cosméticos, pero seguro que fue una versión orientada a pocos cambios. Ford realizó los ajustes típicos de menor importancia el estilo, pero en general en 1969 los modelos eran muy similares a los modelos 1968. La parrilla fue reformada ligeramente, y tenía ahora un centro más prominente, mientras que las luces traseras eran más de forma cuadrada que el 1968. Todos los modelos del Fairlane, tenían una barra de aluminio en el panel posterior, entre las luces traseras y en línea con las luces de reversa en el modelo SportsRoof.
La línea de motores fue ligeramente reformada para el año 1969. Todos los modelos, excepto GT y Cobras, venían de serie con un nuevo y más grande motor de 250 cúbicos (4,1 L) I-6. El 200 cú en (3,3 L). Los motores opcionales incluyen el 302 cú (4,9 L)-2V (estándar en GT), el nuevo 351 para 1969 en cu (5,8 L)-2V Windsor, 351-4V Windsor, 390 en cu (6,4 L)-4V, y el CU 428 en (7 L)-4V Cobra Jet (de serie en Cobras). El CJ 428 estaba disponible con o sin el paquete de Ram de inducción de aire, sin embargo, aquellos con Ram Air sigue realizando la misma capacidad de potencia anunciada.

## 1970–1971

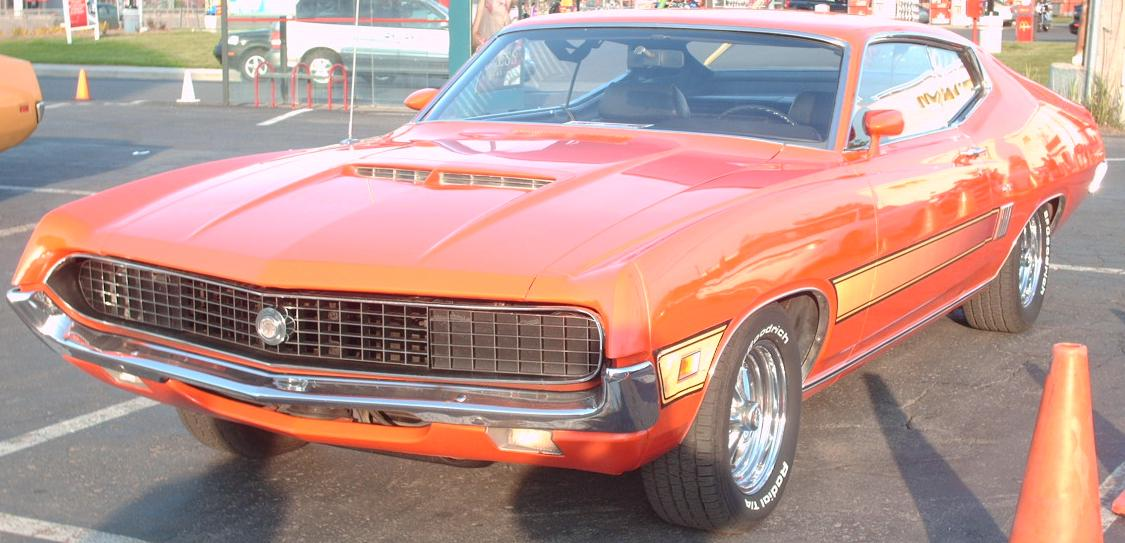

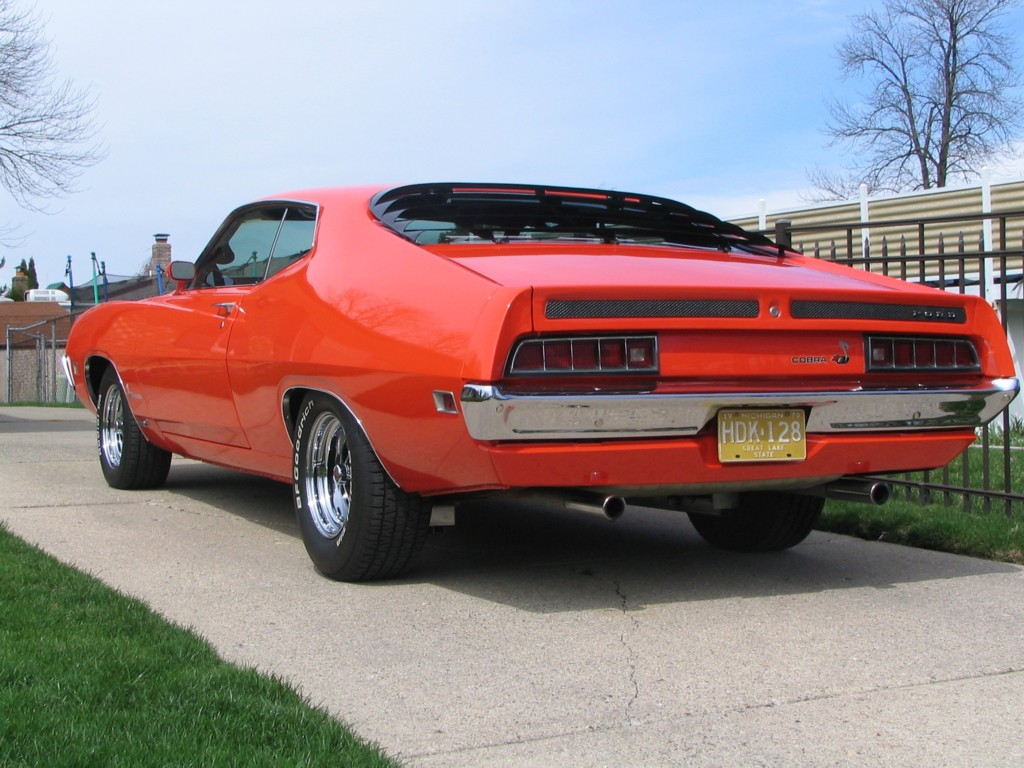

Para el año 1970, el Torino se convirtió en un modelo primordial, y el Fairlane era una sub-serie del Torino. Ford se apartó de emular las líneas cuadrangular del Ford de tamaño completo de un organismo completamente nuevo para el 1970 Torino / línea Fairlane influenciado por el peculiar estilo. Así como fueron influenciados por los aviones de la década de 1950. Bill Shenk diseñó el Ford Torino 1970 se inspiró en las aeronaves supersónicas, y con desorbitados fuselajes traseros necesarias para alcanzar velocidades supersónicas.
El nuevo coche aparece con un largo capót más prominente, y más bajo y más ancho que el modelo 1969. La línea del techo era más bajo, mientras que todos los modelos ahora aparecen con una línea de techo y mucho menos formal que el año anterior. La comisión del parabrisas se aumentó, y los modelos SportsRoof tenían una línea del techo fastback incluso más plano. El estilo general parece mucho más aerodinámica que en años anteriores, y contó con un frontal puntiagudo. Los faros delanteros eran cubiertos por la parrilla. Las luces traseras, estaban situadas en el panel trasero por encima del parachoques, y ahora eran más rectangulares con bordes redondeados en el exterior.

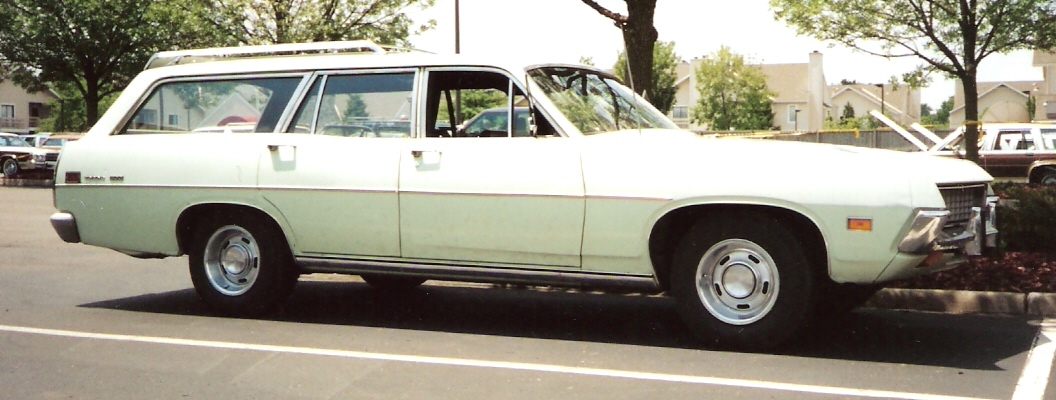

Para el año 1971, los cambios de Ford limitará a su línea intermedia a las revisiones de menor importancia. El cambio más grande para 1971 fue la decisión de retirar el nombre Fairlane El Torino traía 14 modelos. El modelo base era ahora el "Torino", disponible con un techo rígido de 2 puertas, sedán de 4 puertas y Station Wagon de 4 puertas. El siguiente fue el de nivel medio "Torino 500", disponible como un techo rígido de 2 puertas y SportsRoof, sedán de 4 puertas y techo duro y una rural 4 puertas. El modelo superior de la línea Torino sigue siendo el "Torino Brougham", disponible en dos puertas y techo duro, mientras que el "Torino Squire" 4 puertas sigue siendo el equivalente a la rural Brougham. El "Torino GT" se ofrece con un modelo de 2 puertas SportsRoof y el convertible, mientras que el "Torino Cobra" sólo estaba disponible el SportsRoof de dos puertas.

## 1972

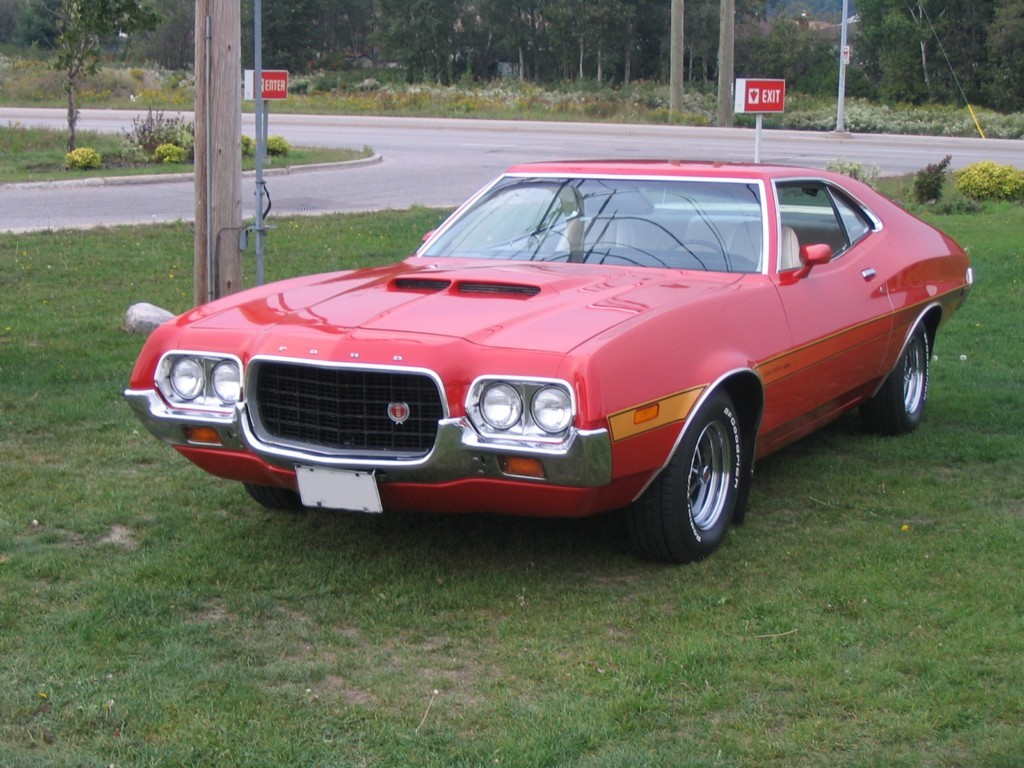

Para el año 1972, el Torino fue rediseñado utilizando muchas de las características heredadas de la generación anterior. El estilo Torino 1972 hizo hincapié en la fachada, con un motor V8 de 7 litros, el "largo capót corto". El cambio más radical fue una parrilla grande eggcrate en una abertura ovalada en el Gran Torino. Tom McCahill declaró que "la rejilla abierta se ve un poco como si hubiera sido modelado en base a Namu, la ballena asesina", pero también afirmó que en el Torino había "una especie de estilo agradable, no-absurdo. El guardabarros delantero del Torino se diseñó de manera agresiva, la línea de guardabarros trasero estaba arrastrado hacia el techo y el parabrisas con un giro de 60 grados. En la parte trasera tiene un paragolpes más ancho que incorpora luces de cola delgada rectangular en cada extremo del parachoques. La ventana de cristal sin marco fue para todos los modelos y las ventanas de ventilación desaparecieron en el modelo de cuatro puertas y los modelos station wagon. Todos los Torinos tenían "DirectAire" (ventilación como equipo estándar). El Torino había incorporado nuevas características de seguridad para 1972, incluidas las nuevas manijas empotradas de las puertas y las barandas de protección de las puertas.

## 1973-1976

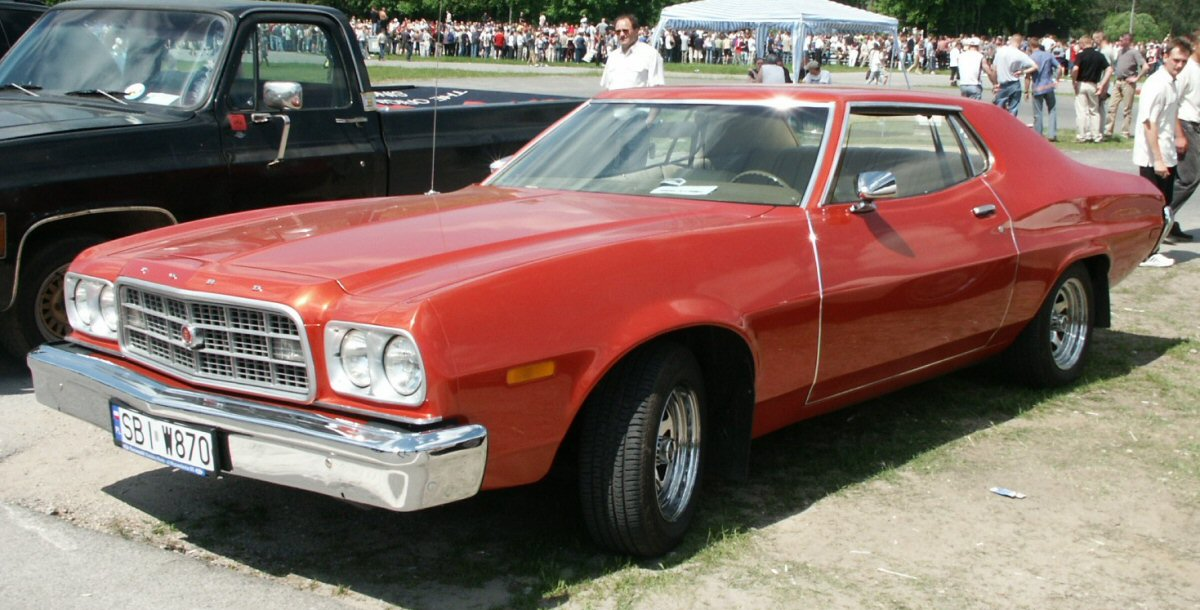

En 1973, el Torino no tuvo demasiados cambios desde el anterior modelo, conservando su gran motor v6. El cambio más obvio fue que el modelo de 1973 se vio un nuevo frente, necesario para cumplir las nuevas regulaciones federales. El nuevo reglamento ordenado que todos los coches fabricados después del 1 de septiembre 1972. Los nuevos parachoques más grandes en todos los modelos de Torino para incrementar su longitud, el peso también aumenta por lo menos 100 libras (45 kg) para todos los modelos.
En el año modelo 1974 el Torino vio más cambios a la línea anterior. Las regulaciones del gobierno ahora se requiere que el parachoques trasero también debe cumplir los requisitos, así que todos los Torinos tenían el parachoques trasero y el panel de luces traseras rediseñadas. El nuevo parachoques trasero era mucho más grande, y de forma cuadrada, y se sentó en el cuerpo inferior. Ya no había un rollo de panel ubicado debajo del parachoques como en la 1972-73. Las luces traseras eran más cortas, y más cuadradas, y envueltas alrededor de la esquina, que se eliminó las luces traseras de posición laterales. El cuello de llenado de combustible se trasladó a una posición por encima del parachoques, en lugar de abajo como en los modelos 72-73. Ahora era detrás de una puerta de acceso en el centro del panel de luces traseras justo por debajo de la cerradura del tronco, en lugar de detrás de la placa de licencia. La trompa delantera del Gran Torino ha sido rediseñada para 1974. La nueva parrilla era de forma similar a la de 1973, pero fue un poco más grande y se divide en 8 secciones verticales iguales de tamaño. Un emblema revisado se encuentra en el lado izquierdo de la rejilla. El parachoques delantero se modificó para ser un poco más en punta, y los defensas del parachoques se trasladaron más hacia el centro, en comparación con los modelos de 1973.
Para el año 1975, el Ford Torino recibió varias mejoras menores, pero fue en su mayor parte sin cambios. La línea de modelos recibió un solo cambio, el Gran Torino de Elite ya no era parte de la línea de Torino. El Elite era ahora un modelo independiente, y se comercializaba como el Ford Elite. En todos los Torinos aparecen sólidos sistemas de encendido, que mejoró el rendimiento y la economía de combustible, al tiempo que reduce los costos de mantenimiento. Los neumáticos radiales, otra característica de ahorro de combustible, dirección asistida y frenos de potencia fueron todas las nuevas características estándar para todos los Torinos. En 1975 aparece un nuevo diseño de volante y una nueva opción para ese año era un indicador de combustible vacío.

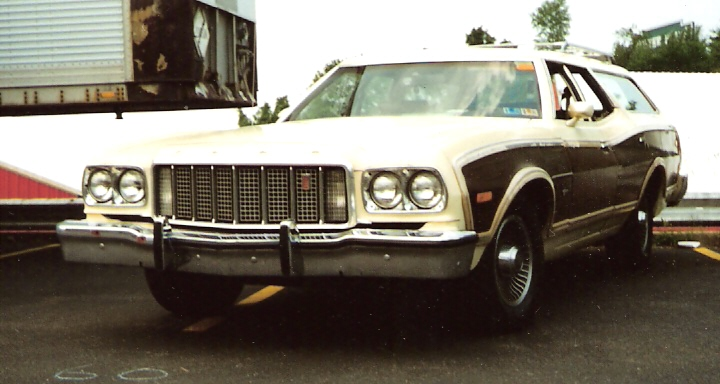

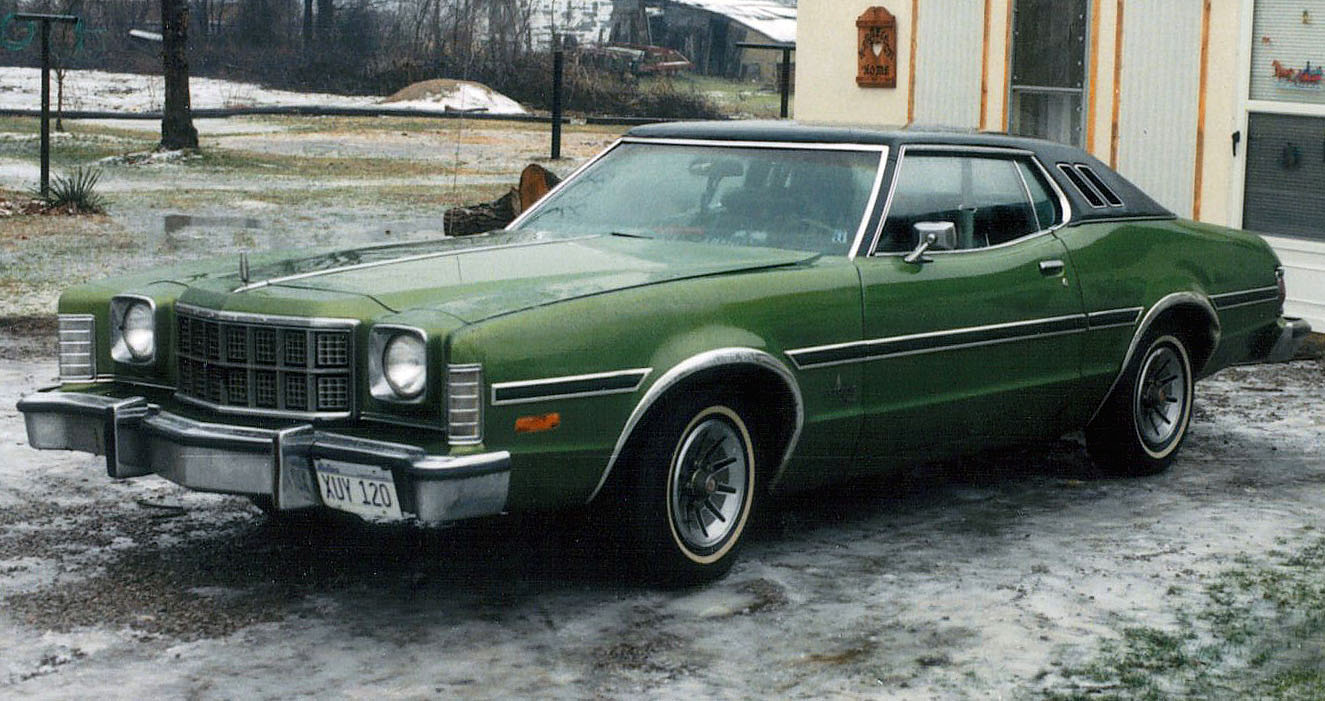

El año 1976 la Ford termina sin mayores cambios con la alineación del Torino. El Gran Torino se suspendió, por lo que el Torino traía 9 modelos diferentes, versiones de 2 y 4 puertas Torino, Gran Torino, y Gran Torino Brougham, junto con tres modelos station wagon. Nuevas opciones para el año 1976 incluyó un modelo de apertura de baúl de energía y una liberación del freno de estacionamiento automático. El Gran Torino 2 puertas ahora se podía pedir con la consola central con los asientos opcionales del tipo balde que fueron especificados previamente, la consola sólo estaba disponible en los modelos Sport. Además, con ventanas y techos se lanzó como opciones ahora disponibles para todos los modelos de 2 puertas. No hubo cambios de estilo hecho al Torino para el año 1976.
Las opciones del motor se mantuvieron sin cambios en el modelo 1976, sin embargo el ahorro de combustible se ha mejorado en todos los motores con las revisiones a la chispa del motor adelantado y el funcionamiento de la válvula EGR. Los motores de 351-2V y el 400-2V tenían un poder para aumentar el par de motor, y el 460-4V tuvieron una disminución de energía. En un intento por ayudar a mejorar la economía de combustible, la norma como relación del eje trasero para todos los modelos ahora era 2.75:1.

## Starsky y Hutch

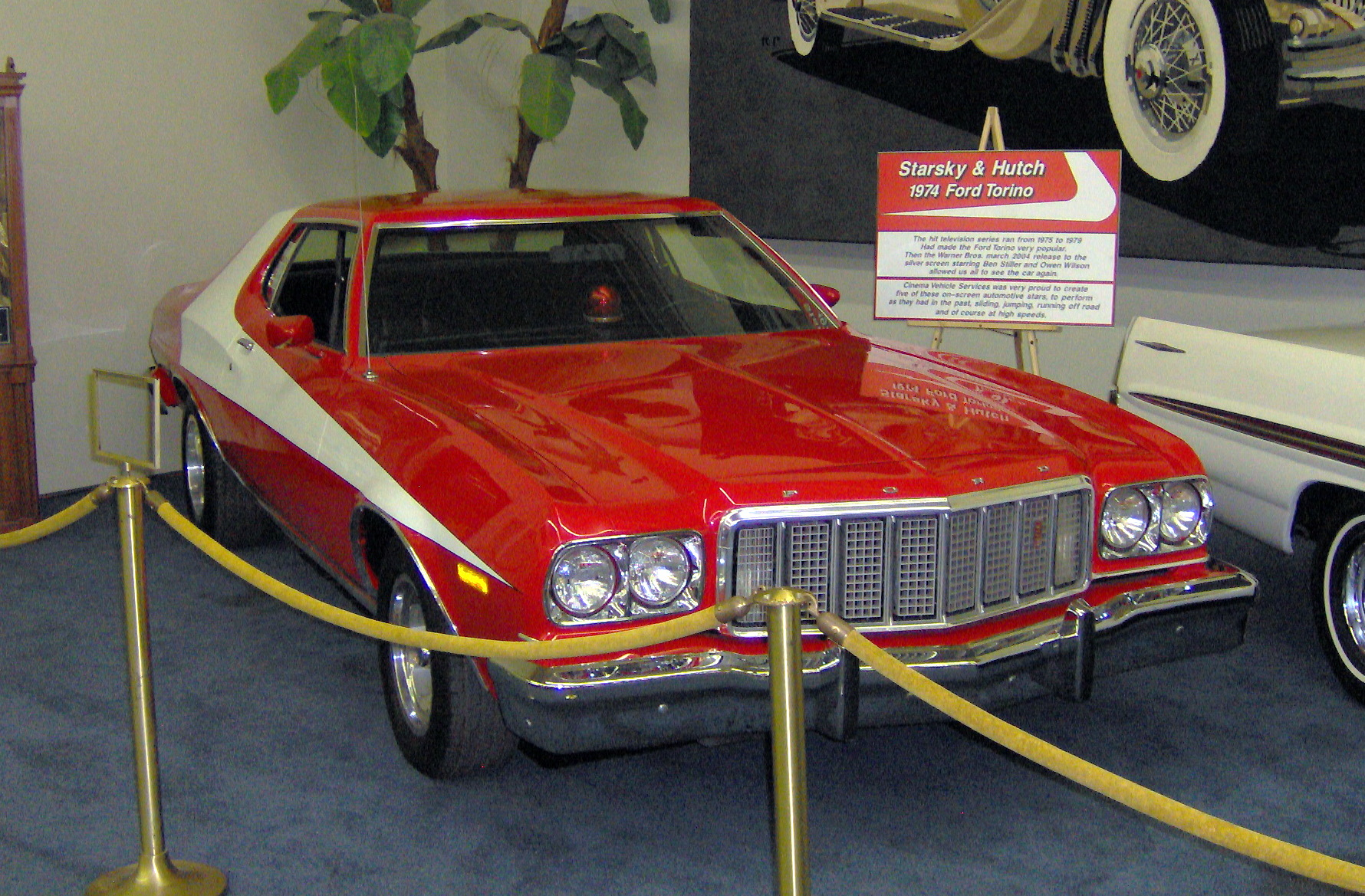

Los Gran Torino de 1974-1976 se utilizaron en la popular serie de televisión Starsky y Hutch. Los productores necesitaban un coche llamativo para los personajes principales. Dado que Ford mediante su programa de préstamos era el proveedor de arrendamiento de coches en la pantalla a través de su estudio de televisión de coches, se decidió finalmente por los fabricantes que un Gran Torino de color rojo brillante y dos puertas sería el vehículo escogido para el episodio piloto. Para dar al Ford Gran Torino un aspecto menos mundano, una gran franja blanca se añadió, así mismo se le dotó de llantas de aluminio mag de 5 radios y grandes neumáticos traseros que sustituirían a las ruedas de serie y amortiguadores hidráulicos que dotarían al coche de una inclinación más agresiva. El programa de televisión se hizo bastante popular entre el público, y gran parte de esa popularidad se ha centrado en la estrella del mismo, el Ford Gran Torino. Ford no podía dejar de prestar atención a los intereses del público en el Torino de Starsky y Hutch y decidió sacar una versión réplica del coche de televisión. El "Gran Tomate Rojo" como así lo llaman en la serie, dio el salto a la gran pantalla y le robó el estrellato a los demás protagonistas de las series de TV de aquella época. La idea de pintar el coche tan chillón y además de trazarle una raya blanca (que casualmente recuerda el símbolo Nike), hacía que, cada vez que salía el Gran Torino en TV, los fanáticos quedaban cautivados por su rendimiento, su velocidad y su gran estilo.
Otras de las características con las que vino equipado este vehículo, eran sus lujosas llantas de 15" y neumáticos más gruesos en la parte de atrás. En el tren delantero poseía amortiguadores de gas ajustables, y en la parte de atrás espirales levantados y también amortiguadores de gas, lo que le confería un look único y deportivo que conquistó a los fanáticos de Estados Unidos. Fue concebido como un vehículo de show para exposición, pero en realidad terminó siendo una máquina de correr única.

## Película de Clint Eastwood
En 2008 se estrenó una película dramática dirigida y protagonizada por Clint Eastwood llamada Gran Torino. En ella, el personaje de Eastwood es un veterano de guerra propietario de un Torino de 1972.